# Colomban Cri-cri
Colomban Cri-cri je zelo majhno dvomotorno ultralahko letalo. Zasnoval ga je francoski letalski konstruktor Michel Colomban v 1970ih. Velja za najmanšje dvomotorno letalo s človeško posadko na svetu.
Cri-cri ima nizko kantilever krilo in fiksno tricikel pristajalno podvzoje. Dva enovaljna 15-konjska motorja sta nameščena v »vlačilec« (traktor) ob nosu letala. 
5. septembra 2010 je Electravia s Cri-crijem z dvema 25 KM električnima motorjema dosegla hitrost 260 km/h - rekord za letalo z litij-ionskimi baterijami.
Obstaja tudi verzija z reaktivnimi motorji.

## Tehnične specifikacije (MC 15)
Podatki iz Michel Colomban
Splošne značilnosti
- Posadka: 1 (Pilot)
- Dolžina: 3,9 m (12 ft 10 in)
- Razpon kril: 4,9 m (16 ft 1 in)
- Površina kril: 3,1 m2 (33 sq ft)
- Aeroprofil: Wortmann 21,7
- Teža praznega letala: 78 kg (172 lb)
- Maks. vzletna teža: 170 kg (375 lb)
- Pogon letala: 2 × JPX PUL 212 Enovaljni batni motor, 11 kW (15 hp)  vsak
- Propelerji: št. lopatic: 2

Zmogljivost
- Maks. hitrost: 220 km/h (137 mph; 119 kn)
- Potovalna hitrost: 185 km/h; 115 mph (100 kn)
- Doseg: 463 km; 288 mi (250 nmi)
- Višina leta: 3.700 m (12.139 ft)
- Hitrost vzpenjanja: 6,6 m/s (1.300 ft/min)
- Obremenitev kril: 55 kg/m2 (11 lb/sq ft)